# يان رايت (مجدف)
يان رايت (بالإنجليزية: Ian Wright) هو مجدف نيوزيلندي، ولد في 9 ديسمبر 1961 في وانجانوي في نيوزيلندا.

## وصلات خارجية
- يان رايت على موقع الاتحاد الدولي للتجديف (الإنجليزية)
- يان رايت على موقع اللجنة الأولمبية الدولية (الإنجليزية)
- يان رايت على موقع أوليمبيديا (الإنجليزية)
- يان رايت على موقع اللجنة الأولمبية النيوزيلندية (الإنجليزية)